# Сулковиці
Сулковиці (пол. Sułkowice) — місто в південній Польщі. Належить до Мисленицького повіту Малопольського воєводства.

## Назва
У XVI ст. село називалося Суліковицями (пол. Sulikowice).

## Географія
У місті річка Луб'янка впадає у Скавинку.

## Демографія
Демографічна структура станом на 31 березня 2011 року:
|          | Загалом | Допрацездатний вік | Працездатний вік | Постпрацездатний вік |
| -------- | ------- | ------------------ | ---------------- | -------------------- |
| Чоловіки | 3165    | 722                | 2190             | 253                  |
| Жінки    | 3303    | 737                | 1978             | 588                  |
| Разом    | 6468    | 1459               | 4168             | 841                  |